# Acangassu diminuta
Acangassu diminuta (лат.) — вид жуков-усачей из подсемейства собственно усачей (Cerambycinae). Распространён в Бразилии.
Длина тела около 5 мм. Тело удлинённое, узкое. Голова заметно шире переднеспинки. Глаза почковидные, почти полные (не полностью разделены на верхнюю и нижнюю доли). Усики 12-члениковые, нитевидные, длинные, простираются за кончик брюшка. Переднеспинка удлиненная (заметно длиннее своей ширины), боковые края переднеспинки с отчетливыми острыми шипами. Мезококсальные полости закрыты мезепимероном. Вершины надкрылий без отчетливых шипиков. Новые вид и род выделены в отдельную трибу Acangassuini в составе подсемейства Cerambycinae. Название рода Acangassu происходит от слов из языка тупи, acanga = голова, açu = большая, имея ввиду большую и широкую голову.